# Caius Calpurnius Piso (consul en 111)
Pour les articles homonymes, voir Calpurnius Piso.
Caius Calpurnius Piso est un sénateur romain du début du IIe siècle, consul éponyme en 111 sous Trajan.

## Biographie
Il appartient à l'une des plus brillantes familles romaines, les Calpurnii Pisones. Il est l’homonyme de plusieurs consuls de l’époque républicaine ainsi que du célèbre Pison, exécuté en 65, qui est l'organisateur d'une fameuse conspiration contre Néron. Il lui est apparenté tout comme à Lucius Calpurnius Piso Licinianus, héritier de l’empereur Galba pendant quelques jours en janvier 69.
Il est né vers 80.
Pline le Jeune, qui l'apprécie, nous apprend qu'il est l'auteur d'un poème en grec sur l'astronomie, vers 105/105.
En l’an 111, sous Trajan, il est consul éponyme aux côtés de Marcus Vettius Bolanus,,.

## Famille
Il est probablement le fils de Lucius Calpurnius Piso, consul suffect en 97.
Il a un frère,. De son épouse probable Cornelia Cethegilla, il a un fils Servius (probablement nommée Servius Calpurnius Scipio Orfitus) donc deux petits-fils; Servius Calpurnius Scipio Orfitus, consul éponyme en 172, et Lucius Calpurnius Piso, consul éponyme en 175, sous le règne de Marc Aurèle.